# Liga Boliviana de Básquetbol 2016
La Libobásquet o Liga Boliviana de Básquetbol 2016 fue la tercera temporada del máximo torneo de clubes de básquetbol en Bolivia organizado por la FBB. Inicialmente iba a contarse con 2 torneos. Sin embargo por problemas económicos se suspendió el segundo torneo. El campeón jugaría clasificó a la Liga Sudamericana de Clubes 2016.

## Temporada 2016
El campeón fue el equipo cochabambino que repitió título de la Libobasquet.

## Ascenso/Descenso 2016
El subcampeón de la LSBB 2016: Rubair de Quillacollo jugó contra Pichincha de Potosí (penúltimo de la Libobásquet 2015) dos partidos para decidir quien seguiría en  la actual temporada.
| 1 de febrero, -:- | Rubair                                | 80–88   | Pichincha | Quillacollo, Cochabamba               |  |
|                   | Parciales: 19-20, 13-22, 25-20, 23-26 |         |           |                                       |  |
|                   |                                       | Reporte |           | Pabellón: Max Fernández Árbitros: * - |  |

| 11 de febrero, -:- | Pichincha                             | 118–66  | Rubair | Potosí                                   |  |
|                    | Parciales: 30-12, 31-19, 34-21, 23-14 |         |        |                                          |  |
|                    |                                       | Reporte |        | Pabellón: Ciudad de Potosí Árbitros: * - |  |

- Pichincha de Potosí continúa en la Libobásquet

- Rubair de Quillacollo no asciende a la Libobásquet

## Equipos participantes
| Equipo                                      | Ciudad                 | Temp | Coliseo                           | Capacidad   |
| ------------------------------------------- | ---------------------- | ---- | --------------------------------- | ----------- |
| Club Deportivo Peñarol de Quillacollo       | Cochabamba Quillacollo | 3    | Max Fernández                     | .           |
| Club La Salle Olympic de Cochabamba         | Cochabamba             | 2    | Max Fernández                     | .           |
| Club San Simón de Cochabamba                | Cochabamba             | 3    | Grover Suárez                     | 1.500       |
| Club Deportivo Calero de Potosí             | Potosí                 | 2    | Ciudad de Potosí                  | 10.000      |
| Club Deportivo Cultural Pichincha de Potosí | Potosí                 | 3    | Ciudad de Potosí                  | 10.000      |
| Club Deportivo Cultural La Salle de Tarija  | Tarija                 | 3    | Luis Parra Guadalquivir Básquebol | 2.000 5.000 |
| Club Vikingos de Tarija                     | Tarija                 | 3    | Luis Parra Guadalquivir Básquebol | 2.000 5.000 |
| Club Amistad Blacmar de Sucre               | Chuquisaca             | 3    | Jorge Revilla Aldana              |             |
| Club Bolmar de La Paz                       | La Paz                 | 3    | Julio Borelli Viterito            | 7.500       |
| Club And-1 de La Paz                        | La Paz                 | 1    | Julio Borelli Viterito            | 7.500       |
| Club Atlético Nacional (CAN)                | Oruro                  | 3    | Coliseo CAN                       | 1.500       |
| Club Universidad Cruceña de Santa Cruz      | Santa Cruz             | 3    | Gilberto Pareja                   | .           |

- Datos desde la temporada 2014

## Plantillas Libobásquet 2016
| Amistad (Sucre)                                                                                    | Amistad (Sucre)                 | Amistad (Sucre) | Amistad (Sucre) | Amistad (Sucre) | Amistad (Sucre) | Amistad (Sucre)                    |
| Num                                                                                                | Jugador                         | Pos             | PJ              | Altura          | Ciudad Natal    | Edad                               |
| -------------------------------------------------------------------------------------------------- | ------------------------------- | --------------- | --------------- | --------------- | --------------- | ---------------------------------- |
| 6                                                                                                  | Nicolás Emanuel Giménez         | AP, P           |                 | 2,03 m (6′ 8″)  |                 | 3 de febrero de 1994 (31 años)     |
| 8                                                                                                  | Walter Fernando Palma Miranda   | A               |                 | 1,95 m (6′ 5″)  | Sucre           | 08 de junio de 1988 (36 años)      |
| 9                                                                                                  | Joaquín Sandoval Miranda        | A               |                 | 1,89 m (6′ 2″)  | Sucre           | 01 de octubre de 1985 (39 años)    |
| 11                                                                                                 | Pablo Ariel Rivero Nolasco      | B               |                 |                 | Potosí          | 12 de agosto de 1985 (39 años)     |
| 13                                                                                                 | Arlindo Gomes Neto              | B               |                 | 1,87 m (6′ 2″)  |                 | 5 de enero de 1986 (39 años)       |
| 14                                                                                                 | René Guillermo Hoyos Blanco     | P               |                 |                 | Sucre           | 23 de julio de 1995 (29 años)      |
| 18                                                                                                 | Miguel Ángel Justiniano Claros  | P               |                 | 1,93 m (6′ 4″)  | Santa Cruz      | 27 de agosto de 1980 (44 años)     |
| 20                                                                                                 | Gustavo Alejandro Vargas Flores | A               |                 |                 | Sucre           | 07 de abril de 1996 (28 años)      |
| | Marcus Sheppard                 | B               |                 | 1,93 m (6′ 4″)  | Vivian, LA      | 6 de julio de 1992 (32 años)       |
| | Back Pack                       |                 |                 |                 |                 |                                    |
| | Diego Fernando Vega Ibarra      | A               |                 | 1,75 m (5′ 9″)  | Tarija          | 13 de septiembre de 1983 (41 años) |
| | Timothy Jennings                | B               |                 | 1,93 m (6′ 4″)  | Conway, SC      | 23 de enero de 1983 (42 años)      |
| | Ralfi Ansaloni                  | P               |                 | 2,11 m (6′ 11″) |                 | 26 de diciembre de 1987 (37 años)  |
| | Federico Marin                  |                 |                 |                 |                 |                                    |
| | Ángel Edson Davalos Rojas       | B               |                 |                 |                 | 26 de mayo de 1980 (44 años)       |
| | Douglas Scott Penland Seller    |                 |                 | 1,98 m (6′ 6″)  |                 | 11 de enero de 1968 (57 años)      |
| | Guido Víctor Callejas Moscoso   |                 |                 |                 | Sucre           | 13 de febrero de 1994 (31 años)    |
| |                                 |                 |                 |                 |                 |                                    |
| Entrenador: Steve Merck (fecha 1), Carlos Arizaga (fecha 2), Norberto Yáñez (fecha 4), Bernie Tarr |                                 |                 |                 |                 |                 |                                    |

| And-1 (La Paz)                  | And-1 (La Paz)                  | And-1 (La Paz) | And-1 (La Paz) | And-1 (La Paz) | And-1 (La Paz) | And-1 (La Paz)                    |
| Num                             | Jugador                         | Pos            | PJ             | Altura         | Ciudad Natal   | Edad                              |
| ------------------------------- | ------------------------------- | -------------- | -------------- | -------------- | -------------- | --------------------------------- |
| 1                               | Walter Eduardo Gongora Gascon   |                |                |                |                | 31 de octubre de 1982 (42 años)   |
| 5                               | Jorge Armando Yampara Galarreta | B              |                |                |                | 18 de junio de 1985 (39 años)     |
| 6                               | Shanon Williams                 |                |                |                |                |                                   |
| 6                               | Diego Mauricio Salazar Aruquipa |                |                |                |                | 23 de abril de 1993 (31 años)     |
| 8                               | Diego Mauricio Orihuela Aramayo | B              |                |                | La Paz         | 09 de marzo de 1993 (32 años)     |
| 14                              | Adolfo José Arevalo Angus       |                |                |                |                | 26 de octubre de 1984 (40 años)   |
| 23                              | Francisco Gómez                 |                |                |                |                |                                   |
| 24                              | Daniel Nembhard Lacret          | P              |                | 2,04 m (6′ 8″) |                | 11 de octubre de 1991 (33 años)   |
| 26                              | Lewis Bernard Leonard           | P              |                | 2,03 m (6′ 8″) | Pittsburgh, PA | 31 de diciembre de 1987 (37 años) |
| 33                              | Eynar Rojas Coca                | A              |                |                | La Paz         | 12 de noviembre de 1993 (31 años) |
| 35                              | Lisvan Valdés                   |                |                |                |                |                                   |
| 66                              | Ángel Gabriel Zurita Aliaga     |                |                |                | La Paz         | 01 de febrero de 1990 (35 años)   |
| 91                              | David Sergio Ruiz               |                |                |                |                |                                   |
|                                 | Marco Antonio Chuquimia Poma    | A              |                |                | La Paz         | 19 de octubre de 1992 (32 años)   |
|                                 |                                 |                |                |                |                |                                   |
| Entrenador: Igor Ramírez Guerra |                                 |                |                |                |                |                                   |

| Bolmar (La Paz)                         | Bolmar (La Paz)                  | Bolmar (La Paz) | Bolmar (La Paz) | Bolmar (La Paz) | Bolmar (La Paz)    | Bolmar (La Paz)                 |
| Num                                     | Jugador                          | Pos             | PJ              | Altura          | Ciudad Natal       | Edad                            |
| --------------------------------------- | -------------------------------- | --------------- | --------------- | --------------- | ------------------ | ------------------------------- |
| 0                                       | Donta Harper Reashawn            | SW              |                 | 2,01 m (6′ 7″)  | Winterville, NC    |                                 |
| 1                                       | Javier Santos Mejia              |                 |                 |                 |                    |                                 |
| 1                                       | Pablo Gustavo Ríos Carranza      |                 |                 |                 |                    |                                 |
| 2                                       | Luis Óscar Tardio Sánchez        |                 |                 |                 |                    | 26 de enero de 1994 (31 años)   |
| 9                                       | Walter René Bordin Thyen         |                 |                 |                 |                    |                                 |
| 10                                      | Edson Arevalo                    | A               |                 |                 |                    |                                 |
| 11                                      | Nathen Garth                     | B               |                 | 1,88 m (6′ 2″)  | San Francisco, CA  | 22 de octubre de 1989 (35 años) |
| 13                                      | Luis Ramiro Rodríguez Solorzano  |                 |                 |                 |                    |                                 |
| 14                                      | Walter Kristopher Clark          |                 |                 |                 |                    |                                 |
| 15                                      | Rodrigo Sanabria Chavarria       |                 |                 |                 | La Paz             | 28 de abril de 1992 (32 años)   |
| 21                                      | Cameroon Solomon                 | B               |                 | 1,93 m (6′ 4″)  | Dallas, TX         | 7 de marzo de 1992 (33 años)    |
| 24                                      | Álvaro Alcides Surco Aruquipa    |                 |                 |                 |                    |                                 |
| 24                                      | Mauricio Gisbert Pérez           |                 |                 |                 |                    |                                 |
| 34                                      | Gary Gabriel Gutiérrez Velásquez | P               |                 | 2,00 m (6′ 7″)  | La Paz             |                                 |
| 38                                      | Erick Mijail Gonzales Reyes      | A               |                 |                 | La Paz             | 7 de marzo de 1994 (31 años)    |
| 52                                      | Arturo Humberto Beckwith Ríos    | P               |                 |                 |                    | 21 de mayo de 1976 (48 años)    |
|                                         | Adrien Coleman                   | A               |                 | 1,98 m (6′ 6″)  | Stone Mountain, GA | 8 de mayo de 1991 (33 años)     |
| Entrenador: José Luis Revollo Chavarria |                                  |                 |                 |                 |                    |                                 |

| Calero (Potosí)                                              | Calero (Potosí)                 | Calero (Potosí) | Calero (Potosí) | Calero (Potosí) | Calero (Potosí) | Calero (Potosí)                   |
| Num                                                          | Jugador                         | Pos             | PJ              | Altura          | Ciudad Natal    | Edad                              |
| ------------------------------------------------------------ | ------------------------------- | --------------- | --------------- | --------------- | --------------- | --------------------------------- |
| 1                                                            | Edwin Vásquez                   |                 |                 |                 |                 |                                   |
| 4                                                            | José Rodríguez                  |                 |                 |                 |                 |                                   |
| 6                                                            | David Óscar Oros Quiroga        | A               |                 | 1,80 m (5′ 11″) | Potosí          | 06 de enero de 1988 (37 años)     |
| 7                                                            | Rubén Gonzales Martínez         | AP              |                 | 1,75 m (5′ 9″)  |                 | 17 de octubre de 1995 (29 años)   |
| 9                                                            | Jhasmani Carlos Checa Flórez    | P               |                 |                 | Potosí          | 15 de mayo de 1993 (31 años)      |
| 10                                                           | Cristhian Javier León Gutiérrez | B               |                 |                 | Potosí          | 18 de marzo de 1995 (30 años)     |
| 21                                                           | Juan Nicolaz Valdivia Nogalez   | AP              |                 | 1,82 m (6′ 0″)  | Cochabamba      | 24 de abril de 1985 (39 años)     |
| 23                                                           | Deon Boyce                      | A               |                 | 1,98 m (6′ 6″)  |                 |                                   |
| 24                                                           | Pedro Foster                    | B               |                 | 1,83 m (6′ 0″)  |                 | 11 de abril de 1991 (33 años)     |
| 30                                                           | Oscar Alborta Flores            | E               |                 |                 | Potosí          | 17 de julio de 1990 (34 años)     |
| 34                                                           | Daniel Prinsloo                 | A               |                 | 2,08 m (6′ 10″) |                 | 7 de enero de 1992 (33 años)      |
| 45                                                           | Manuel Vásquez                  |                 |                 |                 |                 |                                   |
|                                                              | Alfonso Houston                 |                 |                 |                 |                 |                                   |
|                                                              | Alvin Nance Jr.                 | A               |                 | 1,96 m (6′ 5″)  |                 | 18 de diciembre de 1987 (37 años) |
| Entrenador: Juan Carlos Berutti (fecha 3) - Walter Gutiérrez |                                 |                 |                 |                 |                 |                                   |

| CAN (Oruro)                                                                      | CAN (Oruro)                          | CAN (Oruro) | CAN (Oruro) | CAN (Oruro)     | CAN (Oruro)  | CAN (Oruro)                       |
| Num                                                                              | Jugador                              | Pos         | PJ          | Altura          | Ciudad Natal | Edad                              |
| -------------------------------------------------------------------------------- | ------------------------------------ | ----------- | ----------- | --------------- | ------------ | --------------------------------- |
| 2                                                                                | Celmar Jesús Alanes Coca             | E           |             | 1,80 m (5′ 11″) | Oruro        | 24 de diciembre de 1997 (27 años) |
| 6                                                                                | Edmar Rodrigo Pérez Villarroel       | P           |             |                 | Oruro        |                                   |
| 7                                                                                | Cristhian Jesús Delgado Quillaguaman | E           |             | 1,84 m (6′ 0″)  | Oruro        | 14 de diciembre de 1993 (31 años) |
| 8                                                                                | Nelson Edgar Fernández Oquendo       | P           |             | 1,96 m (6′ 5″)  | Oruro        | 2 de septiembre de 1982 (42 años) |
| 10                                                                               | Jhorel Apaza Tumiri                  |             |             |                 | Oruro        | 25 de noviembre de 1997 (27 años) |
| 11                                                                               | Jairo Iver Sanjines Mallea           | A           |             | 1,79 m (5′ 10″) | Oruro        | 24 de abril de 1994 (30 años)     |
| 12                                                                               | Marco Antonio Quisbert Condori       |             |             |                 |              |                                   |
| 13                                                                               | Jheral Franco Sanjiner Mallea        | B           |             | 1,68 m (5′ 6″)  | Oruro        | 08 de febrero de 1989 (36 años)   |
| 14                                                                               | Hernan Canaviri                      |             |             |                 |              | 15 de junio de 1996 (28 años)     |
| 17                                                                               | Darnell Evans                        | A           |             | 1,92 m (6′ 4″)  | Largo, MD    | 20 de junio de 1984 (40 años)     |
| 19                                                                               | Marvin Javier Lima Llave             |             |             |                 | Oruro        | 17 de mayo de 1998 (26 años)      |
| 20                                                                               | Daniel Jhonatan Canaviri Callejas    | P           |             |                 | Oruro        | 22 de agosto de 1999 (25 años)    |
| 20                                                                               | Wilmar Borges García                 | AP          |             | 2,00 m (6′ 7″)  |              | 28 de marzo de 1993 (31 años)     |
| 23                                                                               | Marcelo Melean Challapa              | E           |             | 1,78 m (5′ 10″) | Oruro        | 20 de octubre de 1985 (39 años)   |
| 31                                                                               | Wilson Tito Flores                   | B           |             |                 | Oruro        | 31 de agosto de 1994 (30 años)    |
| 32                                                                               | Pool Cupper                          |             |             |                 |              |                                   |
| 33                                                                               | Ernesto Sanabria                     | A           |             | 1,79 m (5′ 10″) | Oruro        | 10 de abril de 1984 (40 años)     |
| 35                                                                               | Marvin Esteban Cairo Vives           | AP          |             | 2,03 m (6′ 8″)  |              | 13 de agosto de 1991 (33 años)    |
| Entrenador: Luis Nicoletti (fecha 1) - Walter Llanos (fecha 2) Ignacio Domínguez |                                      |             |             |                 |              |                                   |

| La Salle Olympic (Cochabamba)                        | La Salle Olympic (Cochabamba) | La Salle Olympic (Cochabamba) | La Salle Olympic (Cochabamba) | La Salle Olympic (Cochabamba) | La Salle Olympic (Cochabamba) | La Salle Olympic (Cochabamba)     |
| Num                                                  | Jugador                       | Pos                           | PJ                            | Altura                        | Ciudad Natal                  | Edad                              |
| ---------------------------------------------------- | ----------------------------- | ----------------------------- | ----------------------------- | ----------------------------- | ----------------------------- | --------------------------------- |
| 3                                                    | Ronald Iván Arze Soria        | B                             |                               | 1,75 m (5′ 9″)                | Cochabamba                    | 22 de mayo de 1993 (31 años)      |
| 4                                                    | Cedric Pariente Ulloa         |                               |                               |                               | Cochabamba                    | 7 de enero de 2000 (25 años)      |
| 5                                                    | Anthony Young                 |                               |                               |                               |                               |                                   |
| 6                                                    | Fernando Sebastián Pacheco    |                               |                               |                               | Tarija                        | 29 de agosto de 1996 (28 años)    |
| 8                                                    | José Javier Martínez Zambrana | P                             |                               | 1,90 m (6′ 3″)                | Cochabamba                    | 28 de abril de 1980 (44 años)     |
| 9                                                    | Michael Phillips              | AP, P                         |                               | 2,01 m (6′ 7″)                | Fredericksburg, VA            | 27 de noviembre de 1990 (34 años) |
| 10                                                   | Miguel Antonio Rojas Romero   |                               |                               |                               | Cochabamba                    | 08 de abril de 1994 (30 años)     |
| 11                                                   | Mauricio Asbun Canedo         | A                             |                               | 1,90 m (6′ 3″)                | Cochabamba                    | 03 de febrero de 1980 (45 años)   |
| 13                                                   | Bernardo Olguin Pol           |                               |                               |                               | Cochabamba                    | 03 de mayo de 1993 (31 años)      |
| 14                                                   | Andrés Rodolfo Trujillo Cruz  |                               |                               |                               | Cochabamba                    | 31 de agosto de 1999 (25 años)    |
| 19                                                   | Jhonny Gonzales               |                               |                               |                               |                               |                                   |
| 23                                                   | Samir Cury Justiniano         | E                             |                               |                               | Guayaramerin, Beni            | 08 de junio de 1998 (26 años)     |
| 25                                                   | Mike Bradley                  | P                             |                               | 2,08 m (6′ 10″)               | Chattanooga, TN               | 28 de junio de 1992 (32 años)     |
| 32                                                   | Matthew Glover                | B                             |                               | 1,96 m (6′ 5″)                | Orange, CA                    | 5 de octubre de 1991 (33 años)    |
| 34                                                   | Dakota Slaughter              | A                             |                               | 2,01 m (6′ 7″)                | Fishers, IN                   | 2 de febrero de 1993 (32 años)    |
|                                                      | Kenton Walker                 | AP, P                         |                               | 2,03 m (6′ 8″)                | Oceanside, CA                 | 28 de enero de 1989 (36 años)     |
|                                                      | Jarrel Turner                 | E                             |                               | 1,90 m (6′ 3″)                | Dolton, IL                    |                                   |
|                                                      | Deangelo Mcintosh             | AP                            |                               | 2,00 m (6′ 7″)                | Chicago, IL                   |                                   |
|                                                      | Casiem Drummond               | P                             |                               |                               |                               |                                   |
|                                                      | Jorge Gabriel Falcon Cossio   |                               |                               |                               |                               | 24 de marzo de 1999 (26 años)     |
|                                                      | Javier Rolando Linares Toro   | P                             |                               |                               |                               | 07 de enero de 1998 (27 años)     |
| Entrenador: Luis Campuzano - Ricardo Gonzales Davila |                               |                               |                               |                               |                               |                                   |

| La Salle (Tarija)        | La Salle (Tarija)                | La Salle (Tarija) | La Salle (Tarija) | La Salle (Tarija) | La Salle (Tarija) | La Salle (Tarija)                 |
| Num                      | Jugador                          | Pos               | PJ                | Altura            | Ciudad Natal      | Edad                              |
| ------------------------ | -------------------------------- | ----------------- | ----------------- | ----------------- | ----------------- | --------------------------------- |
| 3                        | Javier Orellana Barroso          | B                 |                   | 1,72 m (5′ 8″)    | Tarija            | 23 de enero de 1995 (30 años)     |
| 4                        | Diego Sebastián Franco Vargas    | A                 |                   | 1,94 m (6′ 4″)    | Tarija            | 1 de abril de 1982 (42 años)      |
| 5                        | Víctor Daniel Fernández Ichazo   | E                 |                   | 1,83 m (6′ 0″)    | Tarija            | 17 de diciembre de 1977 (47 años) |
| 6                        | Oliver Harri Chávez              | P                 |                   | 2,02 m (6′ 8″)    | Beni              | 22 de julio de 1997 (27 años)     |
| 7                        | Brighan Dunsthan Espinoza Vargas | A                 |                   | 1,85 m (6′ 1″)    | Cochabamba        | 01 de abril de 1996 (28 años)     |
| 9                        | Álvaro Julio Montellano Ibarra   |                   |                   |                   | Tarija            | 1 de agosto de 1986 (38 años)     |
| 13                       | Marco Joaquín Rojas Jerez        | AP                |                   | 1,87 m (6′ 2″)    | Tarija            | 13 de marzo de 1997 (28 años)     |
| 15                       | Martín Ochoa Castañon            | B                 |                   | 1,85 m (6′ 1″)    | Tarija            | 18 de noviembre de 1994 (30 años) |
| 25                       | Sherman Blandford Jr.            |                   |                   |                   |                   |                                   |
| 31                       | Gary Dallas                      | A                 |                   | 1,96 m (6′ 5″)    | Buffalo, NY       | 17 de abril de 1991 (33 años)     |
| 32                       | Khalil Hartwell                  | AP, P             |                   | 2,07 m (6′ 9″)    | Philadelphia, PA  | 1 de marzo de 1985 (40 años)      |
| 97                       | Lucas Arn                        | AP                |                   | 1,97 m (6′ 6″)    | Chilcovoy, BA     | 29 de abril de 1989 (35 años)     |
|                          | Rickey Young                     | AP, P             |                   | 2,05 m (6′ 9″)    | Atlanta, GA       | 20 de marzo de 1990 (35 años)     |
| Entrenador: Manuel Gelpi |                                  |                   |                   |                   |                   |                                   |

| Peñarol (Quillacollo)                                             | Peñarol (Quillacollo)                 | Peñarol (Quillacollo) | Peñarol (Quillacollo) | Peñarol (Quillacollo) | Peñarol (Quillacollo)   | Peñarol (Quillacollo)              |
| Num                                                               | Jugador                               | Pos                   | PJ                    | Altura                | Ciudad Natal            | Edad                               |
| ----------------------------------------------------------------- | ------------------------------------- | --------------------- | --------------------- | --------------------- | ----------------------- | ---------------------------------- |
| 1                                                                 | Brandon Maximiliano Antezana Irigoyen | B                     |                       |                       | Quillacollo, Cochabamba | 08 de octubre de 1994 (30 años)    |
| 5                                                                 | Veimar Víctor Parraga Villegas        | A                     |                       |                       | Cochabamba              | 02 de diciembre de 1986 (38 años)  |
| 6                                                                 | Pedro Luis Antezana Teran             | P                     |                       |                       | Cochabamba              | 26 de enero de 1989 (36 años)      |
| 7                                                                 | Mauro Javier Calvimonte Quiroga       | B                     |                       |                       | Cochabamba              | 15 de noviembre de 1997 (27 años)  |
| 9                                                                 | Luis Alberto Rico Cardozo             |                       |                       |                       |                         |                                    |
| 11                                                                | Diego Alejandro Cámara Teran          | P                     |                       |                       |                         | 28 de febrero de 1994 (31 años)    |
| 15                                                                | Jorge Lizarazu Morales                |                       |                       |                       | Cochabamba              | 24 de abril de 1996 (28 años)      |
| 20                                                                | Richard Ross                          | A                     |                       | 1,86 m (6′ 1″)        |                         |                                    |
| 23                                                                | Irin Chris Stark                      | B                     |                       | 1,85 m (6′ 1″)        | Bronx, NY               | 29 de septiembre de 1989 (35 años) |
| 24                                                                | Everth Tommy Vila Choque              | E                     |                       |                       | Quillacollo, Cochabamba | 23 de octubre de 1989 (35 años)    |
| 30                                                                | Néstor Gabriel Panozo Urquidi         |                       |                       |                       |                         |                                    |
| 42                                                                | Milos Petkovic                        | AP                    |                       | 2,04 m (6′ 8″)        |                         | 29 de septiembre de 1991 (33 años) |
| 55                                                                | Juan Carlos Soto Arce                 |                       |                       |                       | Cochabamba              | 28 de junio de 1982 (42 años)      |
| 66                                                                | Mauricio Angulo Pardo                 |                       |                       |                       |                         |                                    |
|                                                                   | Omar Kellman Stark                    | A                     |                       | 1,97 m (6′ 6″)        |                         | 21 de mayo de 1992 (32 años)       |
|                                                                   | Vaugh Allen                           | A                     |                       | 1,98 m (6′ 6″)        | Mount Vernon, NY        |                                    |
|                                                                   | Mauricio Arzabe                       |                       |                       |                       |                         |                                    |
|                                                                   |                                       |                       |                       |                       |                         |                                    |
|                                                                   |                                       |                       |                       |                       |                         |                                    |
| Entrenador: José Luis Diez Canseco / Asistente: Abel García Olmos |                                       |                       |                       |                       |                         |                                    |

| Pichincha (Potosí)                                                | Pichincha (Potosí)              | Pichincha (Potosí) | Pichincha (Potosí) | Pichincha (Potosí) | Pichincha (Potosí) | Pichincha (Potosí)             |
| Num                                                               | Jugador                         | Pos                | PJ                 | Altura             | Ciudad Natal       | Edad                           |
| ----------------------------------------------------------------- | ------------------------------- | ------------------ | ------------------ | ------------------ | ------------------ | ------------------------------ |
| 4                                                                 | Donald Lawes                    | AP                 |                    | 2,01 m (6′ 7″)     | Queens, NY         | 10 de abril de 1989 (35 años)  |
| 5                                                                 | Carlos Romero Caballero         | A                  |                    | 1,90 m (6′ 3″)     | Sucre              | 20 de mayo de 1984 (40 años)   |
| 7                                                                 | Luis Alberto Fuertes Flores     | P                  |                    | 1,83 m (6′ 0″)     | Potosí             | 20 de marzo de 1988 (37 años)  |
| 8                                                                 | Yerco Héctor Vargas Gómez       |                    |                    |                    |                    |                                |
| 11                                                                | Fernando Ovidio Cadario Pizarro | A                  | fc                 | 1,84 m (6′ 0″)     | Santa Cruz         | 28 de marzo de 1989 (35 años)  |
| 12                                                                | Andrew Louis Jones              |                    |                    | 1,96 m (6′ 5″)     |                    |                                |
| 15                                                                | Wilson Romay Flores             | E                  |                    | 1,81 m (5′ 11″)    | Potosí             | 08 de marzo de 1988 (37 años)  |
| 21                                                                | Ariel Ramiro Calizaya Velásquez |                    |                    |                    | Sucre              | 20 de enero de 1987 (38 años)  |
| 23                                                                | René Antonio Calvo Vidales      | E                  |                    | 1,93 m (6′ 4″)     | Sucre              | 19 de mayo de 1993 (31 años)   |
| 24                                                                | Luis Samuel Careaga Calizaya    |                    |                    |                    |                    |                                |
| 25                                                                | Lamar Roberson                  | A                  |                    | 2,03 m (6′ 8″)     | Baton Rouge, LA    | 8 de mayo de 1986 (38 años)    |
| 33                                                                | Cicero Gonzaga                  | A                  |                    | 2,02 m (6′ 8″)     |                    | 4 de febrero de 1986 (39 años) |
| 99                                                                | Lucas Daniel Tisher             | P                  |                    | 2,08 m (6′ 10″)    | Brasilia           | 29 de marzo de 1983 (41 años)  |
|                                                                   |                                 |                    |                    |                    |                    |                                |
| Entrenador: José Luis Petuggia - Juan Marcos Kass (desde fecha 9) |                                 |                    |                    |                    |                    |                                |

| Universidad Mayor de San Simón (Cochabamba) | Universidad Mayor de San Simón (Cochabamba) | Universidad Mayor de San Simón (Cochabamba) | Universidad Mayor de San Simón (Cochabamba) | Universidad Mayor de San Simón (Cochabamba) | Universidad Mayor de San Simón (Cochabamba) | Universidad Mayor de San Simón (Cochabamba) |
| Num                                         | Jugador                                     | Pos                                         | PJ                                          | Altura                                      | Ciudad Natal                                | Edad                                        |
| ------------------------------------------- | ------------------------------------------- | ------------------------------------------- | ------------------------------------------- | ------------------------------------------- | ------------------------------------------- | ------------------------------------------- |
| 0                                           | Alejandro Veizaga Vargas                    |                                             |                                             |                                             |                                             |                                             |
| 1                                           | Pedro Antonio Gutiérrez López               | B                                           |                                             | 1,76 m (5′ 9″)                              | Oruro                                       | 20 de octubre de 1996 (28 años)             |
| 6                                           | Carlos Castellón Arevalo                    |                                             |                                             |                                             |                                             |                                             |
| 7                                           | Cristhian Camargo Llanos                    | A                                           |                                             | 1,96 m (6′ 5″)                              | Cochabamba                                  | 14 de noviembre de 1993 (31 años)           |
| 10                                          | Michael Jhon Liabo                          | AP                                          |                                             | 2,00 m (6′ 7″)                              | Naples, FL                                  | 30 de abril de 1991 (33 años)               |
| 11                                          | Axel Veizaga Vargas                         | A                                           |                                             | 1,82 m (6′ 0″)                              | Cochabamba                                  | 28 de junio de 1996 (28 años)               |
| 13                                          | Diego Olguin Pol                            | A                                           |                                             | 1,87 m (6′ 2″)                              | Cochabamba                                  | 26 de abril de 1995 (29 años)               |
| 14                                          | Diego Daniel Soto Arce                      | P                                           |                                             |                                             | Cochabamba                                  | 14 de agosto de 1986 (38 años)              |
| 17                                          | Ricardo Covarrubias Rivera                  | A                                           |                                             | 1,91 m (6′ 3″)                              | Cochabamba                                  | 17 de diciembre de 1995 (29 años)           |
| 18                                          | Ricardo Santos Gaspar                       | A                                           |                                             | 2,02 m (6′ 8″)                              |                                             | 2 de noviembre de 1984 (40 años)            |
| 24                                          | Ariel Callau Alvarado                       | B                                           |                                             | 1,80 m (5′ 11″)                             | Cochabamba                                  | 19 de septiembre de 1992 (32 años)          |
| 25                                          | Jonathan Deanel Cathey Macklin              | AP                                          |                                             | 2,06 m (6′ 9″)                              | Milwaukee, WI                               | 25 de marzo de 1991 (34 años)               |
| 31                                          | Albert Abraham Flores Bascope               | AP                                          |                                             | 1,91 m (6′ 3″)                              | Oruro                                       | 25 de septiembre de 1991 (33 años)          |
| 33                                          | Ignacio Zorrilla Prudencio                  |                                             |                                             |                                             | Cochabamba                                  |                                             |
| 70                                          | Dunay Óscar Zurita Vargas                   | B                                           |                                             | 1,79 m (5′ 10″)                             | Cochabamba                                  | 26 de julio de 1997 (27 años)               |
| Entrenador: Sandro Alberto Patiño Sánchez   |                                             |                                             |                                             |                                             |                                             |                                             |

| Universidad (Santa Cruz)            | Universidad (Santa Cruz)        | Universidad (Santa Cruz) | Universidad (Santa Cruz) | Universidad (Santa Cruz) | Universidad (Santa Cruz)          | Universidad (Santa Cruz)          |
| Num                                 | Jugador                         | Pos                      | PJ                       | Altura                   | Ciudad Natal                      | Edad                              |
| ----------------------------------- | ------------------------------- | ------------------------ | ------------------------ | ------------------------ | --------------------------------- | --------------------------------- |
| 1                                   | Paolo César Ramos Campos        | B                        |                          | 1,87 m (6′ 2″)           | Santa Cruz                        | 31 de julio de 1987 (37 años)     |
| 5                                   | Brandon Valencia Candia         |                          |                          |                          | Cochabamba                        |                                   |
| 6                                   | Pedro Luis Campos Peña          |                          |                          |                          |                                   |                                   |
| 9                                   | Mario Enrique Rodríguez Ojopi   |                          |                          |                          | Santa Cruz                        |                                   |
| 10                                  | Oscar Salvador Barrancos Rojas  | B                        |                          |                          | Santa Cruz                        | 1 de febrero de 1998 (27 años)    |
| 11                                  | Diego Hernan Burgos Salvatierra | E                        |                          |                          | San Ignacio, Santa Cruz           | 13 de diciembre de 1993 (31 años) |
| 12                                  | Jiovani Jesús Rojas Sanz        | P                        |                          |                          | Santa Cruz                        | 18 de abril de 1987 (37 años)     |
| 13                                  | Marco Antonio Recamo Tubari     | P                        |                          | 1,99 m (6′ 6″)           | San José de Chiquitos, Santa Cruz | 03 de marzo de 1989 (36 años)     |
| 21                                  | Demario Mayfield                |                          |                          |                          |                                   |                                   |
| 23                                  | Cristian Manuel Molina Dorado   | B                        |                          |                          | Santa Cruz                        | 8 de abril de 1994 (30 años)      |
| 25                                  | Carlos Alberto Cabral Suárez    |                          |                          |                          | Santa Cruz                        | 01 de diciembre de 1990 (34 años) |
| 32                                  | Wiston Douglas                  |                          |                          |                          |                                   |                                   |
| 32                                  | Julio César Fernández Montero   |                          |                          |                          | Santa Cruz                        | 31 de marzo de 1995 (29 años)     |
| 34 (ex)                             | Isaiah Jackson Albert           |                          |                          |                          |                                   |                                   |
| 35 (ex)                             |                                 |                          |                          |                          |                                   |                                   |
| 41                                  | Edgar Balcazar Gonzales         | A                        |                          |                          | Santa Cruz                        | 12 de mayo de 1998 (26 años)      |
|                                     | Diego García                    | B                        |                          | 1,86 m (6′ 1″)           |                                   | 22 de junio de 1992 (32 años)     |
|                                     | Gabriel Rodrigo Ramos Campos    | E                        |                          |                          | Santa Cruz                        | 21 de mayo de 1992 (32 años)      |
| Entrenador: Mario Beramendi Murguia |                                 |                          |                          |                          |                                   |                                   |

| Vikingos (Tarija)                        | Vikingos (Tarija)                      | Vikingos (Tarija) | Vikingos (Tarija) | Vikingos (Tarija) | Vikingos (Tarija) | Vikingos (Tarija)                  |
| Num                                      | Jugador                                | Pos               | PJ                | Altura            | Ciudad Natal      | Edad                               |
| ---------------------------------------- | -------------------------------------- | ----------------- | ----------------- | ----------------- | ----------------- | ---------------------------------- |
| 0                                        | Louis Charles Munks III                | B                 |                   | 1,90 m (6′ 3″)    | Arlington, TX     | 27 de diciembre de 1990 (34 años)  |
| 1                                        | Álvaro Gonzalo Pereyra Ruiz            | B                 |                   |                   | Tarija            | 03 de octubre de 2000 (24 años)    |
| 3                                        | Eduardo Daniel Veramendy Ríos          | B                 |                   | 1,70 m (5′ 7″)    | Tarija            | 19 de diciembre de 1979 (45 años)  |
| 6                                        | Fabián Montellano Ibarra               | B                 |                   | 1,75 m (5′ 9″)    | Tarija            | 01 de agosto de 1986 (38 años)     |
| 9                                        | Alejandro Francisco España Gandarillas | AP                |                   | 1,90 m (6′ 3″)    | Tarija            | 10 de abril de 1982 (42 años)      |
| 11                                       | Jorge Alberto Ichazo Moreno            |                   |                   |                   | Tarija            | 29 de noviembre de 1981 (43 años)  |
| 15                                       | Leonel Borda                           |                   |                   |                   |                   |                                    |
| 23                                       | John Thomas                            |                   |                   |                   |                   |                                    |
| 24                                       | Luis Gustavo Almazan Lizarazu          |                   |                   |                   |                   |                                    |
| 31                                       | Grover España Gandarillas              | B                 |                   | 1,83 m (6′ 0″)    | Tarija            | 09 de marzo de 1978 (47 años)      |
| 33                                       | Jamal Johnson                          | A                 |                   | 2,01 m (6′ 7″)    | Columbus, GA      | 11 de marzo de 1981 (44 años)      |
|                                          | José Isaac Flores García               |                   |                   |                   |                   | 07 de septiembre de 1992 (32 años) |
|                                          | Nate Drayton                           | AP, P             |                   | 2,03 m (6′ 8″)    | Savannah, GA      | 26 de mayo de 1991 (33 años)       |
|                                          | Hugo Richard Ruiz Prentice             | P                 |                   |                   | Tarija            | 16 de octubre de 1985 (39 años)    |
|                                          |                                        |                   |                   |                   |                   |                                    |
|                                          |                                        |                   |                   |                   |                   |                                    |
|                                          |                                        |                   |                   |                   |                   |                                    |
|                                          |                                        |                   |                   |                   |                   |                                    |
|                                          |                                        |                   |                   |                   |                   |                                    |
|                                          |                                        |                   |                   |                   |                   |                                    |
|                                          |                                        |                   |                   |                   |                   |                                    |
|                                          |                                        |                   |                   |                   |                   |                                    |
| Entrenador: Giovanny Anton Vargas Cadima |                                        |                   |                   |                   |                   |                                    |

- Datos de la página oficial de FIBA, la Federación Boliviana de Básquetbol y Latinbasket.com.

## Primera fase
Se conformaron los 2 grupos para la primera fase con los clásicos interseries.
- Calero vs Pichincha
- La Salle vs Vikingos
- San Simón vs La Salle Olympic
- And-1 vs Bolmar
- CAN vs Peñarol
- Amistad vs Universidad Cruceña

## Grupo A
| Equipo                   | PJ | PG | PP | CF   | CC   | DIF  | Pts |
| ------------------------ | -- | -- | -- | ---- | ---- | ---- | --- |
| San Simón (Cochabamba)   | 12 | 10 | 2  | 1095 | 987  | +108 | 22  |
| Pichincha (Potosí)       | 12 | 8  | 4  | 1097 | 1034 | +63  | 20  |
| La Salle (Tarija)        | 12 | 7  | 5  | 1043 | 946  | +97  | 19  |
| Universidad (Santa Cruz) | 12 | 7  | 5  | 864  | 859  | +5   | 19  |
| Peñarol (Quillacollo)    | 12 | 4  | 8  | 984  | 1063 | -79  | 16  |
| Bolmar (La Paz)          | 12 | 1  | 11 | 969  | 1128 | -159 | 13  |

|  |                                 |
|  | Clasificados a la segunda fase. |

| San Simón   | 86 – 73 | La Salle Olympic | Grover Suárez           | 16 de abril | 20:30 |
| Bolmar      | 97 – 92 | And-1            | Julio Borelli Viteritto | 15 de abril | 20:30 |
| La Salle    | 87 – 73 | Vikingos         | Luis Parra              | 16 de abril | 20:30 |
| Universidad | 82 – 41 | Amistad          | Gilberto Pareja         | 15 de abril | 20:30 |
| Peñarol     | 74 – 85 | CAN              | Max Fernández           | 15 de abril | 21:00 |
| Pichincha   | 92 – 79 | Calero           | Ciudad de Potosí        | 15 de abril | 20:30 |

| San Simón | 117 – 91 | Bolmar      | Grover Suárez    | 22 de abril | 20:30 |
| Pichincha | 91 – 84  | La Salle    | Ciudad de Potosí | 22 de abril | 20:30 |
| Peñarol   | 67 – 68  | Universidad | Max Fernández    | 1 de julio  | 20:30 |

| Pichincha | 96 – 89 | San Simón   | Ciudad de Potosí        | 30 de abril | 20:30 |
| Bolmar    | 94 – 95 | Peñarol     | Julio Borelli Viteritto | 29 de abril | 20:30 |
| La Salle  | 80 – 50 | Universidad | Luis Parra              | 30 de abril | 20:30 |

| Peñarol     | 66 – 79 | San Simón | Max Fernández           | 3 de mayo | 21:00 |
| Universidad | 79 – 71 | Pichincha | Gilberto Pareja         | 2 de mayo |       |
| Bolmar      | 67 – 87 | La Salle  | Julio Borelli Viteritto | 2 de mayo | 20:30 |

| San Simón | 75 – 67   | Universidad | Grover Suárez           | 6 de mayo | 20:30 |
| Peñarol   | 78 – 72   | La Salle    | Max Fernández           | 6 de mayo | 21:00 |
| Bolmar    | 105 – 107 | Pichincha   | Julio Borelli Viteritto | 6 de mayo | 20:30 |

| Universidad | 80 – 69  | Bolmar    | Gilberto Pareja  | 13 de mayo | 20:30 |
| La Salle    | 89 – 90  | San Simón | Luis Parra       | 14 de mayo | 20:30 |
| Pichincha   | 97 – 110 | Peñarol   | Ciudad de Potosí | 14 de mayo | 20:30 |

| And-1           | 98 – 91 | Bolmar      | Julio Borelli Viteritto | 16 de mayo |       |
| CAN             | 93 – 82 | Peñarol     | Coliseo CAN             | 17 de mayo | 20:00 |
| Calero          | 85 – 89 | Pichincha   | Ciudad de Potosí        | 17 de mayo | 20:30 |
| Vikingos        | 99 – 83 | La Salle    | Luis Parra              | 17 de mayo |       |
| Amistad         | 79 – 75 | Universidad | Jorge Revilla           | 17 de mayo | 20:30 |
| La Salle Oympic | 85 – 88 | San Simón   | Grover Suárez           | 18 de mayo | 20:30 |

| Bolmar      | 81 – 94  | San Simón | Julio Borelli Viteritto | 20 de mayo |       |
| Universidad | 92 – 83  | Peñarol   | Gilberto Pareja         | 20 de mayo |       |
| La Salle    | 106 – 83 | Pichincha | Luis Parra              | 21 de mayo | 20:30 |

| San Simón   | 98 – 79 | Pichincha | Grover Suárez   | 3 de junio | 20:30 |
| Universidad | 75 – 66 | La Salle  | Gilberto Pareja | 3 de junio | 20:30 |
| Peñarol     | 83 – 79 | Bolmar    | Max Fernández   | 3 de junio | 21:00 |

| Pichincha | 87 – 50  | Universidad | Ciudad de Potosí | 10 de junio | 20:30 |
| San Simón | 105 – 82 | Peñarol     | Grover Suárez    | 11 de junio | 20:30 |
| La Salle  | 97 – 66  | Bolmar      | Luis Parra       | 11 de junio | 20:30 |

| Universidad | 73 – 80 | San Simón | Gilberto Pareja  | 17 de junio |       |
| Pichincha   | 99 – 68 | Bolmar    | Ciudad de Potosí | 17 de junio |       |
| La Salle    | 87 – 77 | Peñarol   | Luis Parra       | 18 de junio | 20:30 |

| Bolmar    | 61 – 73  | Universidad | Julio Borelli Viteritto | 21 de junio | 20:30 |
| San Simón | 97 – 105 | La Salle    | Grover Suárez           | 21 de junio | 20:30 |
| Peñarol   | 81 – 88  | Pichincha   | Max Fernández           | 21 de junio | 21:00 |

## Grupo B
| Equipo                        | PJ | PG | PP | CF   | CC   | DIF  | Pts |
| ----------------------------- | -- | -- | -- | ---- | ---- | ---- | --- |
| CAN (Oruro)                   | 12 | 9  | 3  | 1044 | 953  | +91  | 21  |
| Amistad (Sucre)               | 12 | 8  | 4  | 1021 | 1012 | +9   | 20  |
| Vikingos (Tarija)             | 12 | 7  | 5  | 1089 | 1034 | +55  | 19  |
| La Salle Olympic (Cochabamba) | 12 | 6  | 6  | 1088 | 1002 | +86  | 18  |
| And-1 (La Paz)                | 12 | 4  | 8  | 1009 | 1123 | -114 | 16  |
| Calero (Potosí)               | 12 | 1  | 11 | 970  | 1141 | -171 | 13  |

|  |                                 |
|  | Clasificados a la segunda fase. |

| San Simón   | 86 – 73 | La Salle Olympic | Grover Suárez           | 16 de abril | 20:30 |
| Bolmar      | 97 – 92 | And-1            | Julio Borelli Viteritto | 15 de abril | 20:30 |
| La Salle    | 87 – 73 | Vikingos         | Luis Parra              | 16 de abril | 20:30 |
| Universidad | 82 – 41 | Amistad          | Gilberto Pareja         | 15 de abril | 20:30 |
| Peñarol     | 74 – 85 | CAN              | Max Fernández           | 15 de abril | 21:00 |
| Pichincha   | 92 – 79 | Calero           | Ciudad de Potosí        | 15 de abril | 20:30 |

| Vikingos | 89 – 77 | Amistad          | Luis Parra              | 23 de abril | 20:30 |
| And-1    | 96 – 73 | Calero           | Julio Borelli Viteritto | 22 de abril | 20:30 |
| CAN      | 70 – 60 | La Salle Olympic | Coliseo CAN             | 22 de abril | 20:30 |

| And-1   | 84 – 75 | Vikingos         | Julio Borelli Viteritto | 30 de abril |       |
| Amistad | 91 – 79 | CAN              | Coliseo Universitario   | 29 de abril | 20:00 |
| Calero  | 70 – 74 | La Salle Olympic | Ciudad de Potosí        | 29 de abril | 20:30 |

| La Salle Olympic | 98 – 77 | And-1   | Grover Suárez    | 2 de mayo   | 20:30 |
| Calero           | 91 – 96 | Amistad | Ciudad de Potosí | 2 de mayo   |       |
| Vikingos         | 93 – 75 | CAN     | Luis Parra       | 30 de junio | 20:30 |

| Vikingos | 94 – 93 | La Salle Olympic | Luis Parra    | 7 de mayo | 20:30 |
| CAN      | 87 – 69 | Calero           | Coliseo CAN   | 6 de mayo | 20:30 |
| Amistad  | 90 – 81 | And-1            | Jorge Revilla | 6 de mayo | 20:30 |

| Calero           | 96 – 101 | Vikingos | Ciudad de Potosí        | 13 de mayo | 20:00 |
| La Salle Olympic | 91 – 94  | Amistad  | Grover Suárez           | 14 de mayo |       |
| And-1            | 99 – 104 | CAN      | Julio Borelli Viteritto | 13 de mayo | 20:00 |

| And-1           | 98 – 91 | Bolmar      | Julio Borelli Viteritto | 16 de mayo |       |
| CAN             | 93 – 82 | Peñarol     | Coliseo CAN             | 17 de mayo | 20:00 |
| Calero          | 85 – 89 | Pichincha   | Ciudad de Potosí        | 17 de mayo | 20:30 |
| Vikingos        | 99 – 83 | La Salle    | Luis Parra              | 17 de mayo |       |
| Amistad         | 79 – 75 | Universidad | Jorge Revilla           | 17 de mayo | 20:30 |
| La Salle Oympic | 85 – 88 | San Simón   | Grover Suárez           | 18 de mayo | 20:30 |

| Calero           | 102 – 104 | And-1    | Ciudad de Potosí | 20 de mayo | 20:30 |
| Amistad          | 94 – 80   | Vikingos | Jorge Revilla    | 20 de mayo | 20:30 |
| La Salle Olympic | 114 – 99  | CAN      | Grover Suárez    | 21 de mayo | 20:30 |

| CAN              | 86 – 73  | Amistad | Coliseo CAN   | 3 de junio | 20:30 |
| Vikingos         | 111 – 86 | And-1   | Luis Parra    | 4 de junio | 20:30 |
| La Salle Olympic | 109 – 78 | Calero  | Grover Suárez | 4 de junio | 20:30 |

| CAN     | 95 – 83  | Vikingos         | Coliseo CAN             | 10 de junio | 20:00 |
| Amistad | 88 – 90  | Calero           | Jorge Revilla           | 10 de junio | 20:30 |
| And-1   | 70 – 103 | La Salle Olympic | Julio Borelli Viteritto | 10 de junio | 20:30 |

| Calero           | 74 – 95  | CAN      | Ciudad de Potosí        | 18 de junio | 20:30 |
| And-1            | 81 – 103 | Amistad  | Julio Borelli Viteritto | 17 de junio |       |
| La Salle Olympic | 101 – 81 | Vikingos | Grover Suárez           | 18 de junio | 20:30 |

| CAN      | 76 – 41  | And-1            | Coliseo CAN   | 21 de junio | 20:30 |
| Vikingos | 110 – 63 | Calero           | Luis Parra    | 21 de junio | 20:30 |
| Amistad  | 95 – 87  | La Salle Olympic | Max Fernández | 13 de julio | 20:30 |

## Equipos igualados en puntos
| Equipo                   | PJ | PG | PP | CF  | CC  | DIF | Pts |
| ------------------------ | -- | -- | -- | --- | --- | --- | --- |
| La Salle (Tarija)        | 2  | 1  | 1  | 146 | 125 | +21 | 3   |
| Universidad (Santa Cruz) | 2  | 1  | 1  | 125 | 146 | -21 | 3   |

- La Salle de Tarija se posiciona como tercero de grupo por mejor diferencia de cesto entre equipos igualados en puntos.

## Play-offs; campeonato
La fase final de Playoffs se jugará al mejor de 3 partidos en la fase de 4.º de final y semifinales al mejor de 5 en las finales (1-2-2).

## Cuadro
|  | Cuartos de final  | Cuartos de final  | Cuartos de final  |           |    | Semifinales       | Semifinales       | Semifinales       |  |    | Finales           | Finales           | Finales           |  |
|  | 15 al 22 de julio | 15 al 22 de julio | 15 al 22 de julio |           |    | 26 al 30 de julio | 26 al 30 de julio | 26 al 30 de julio |  |    | 9 al 16 de agosto | 9 al 16 de agosto | 9 al 16 de agosto |  |
|  |                   |                   |                   |           |    |                   |                   |                   |  |    |                   |                   |                   |  |
|  |                   |                   |                   |           |    |                   |                   |                   |  |    |                   |                   |                   |  |
|  | 1A                | San Simón         | 2                 |           |    |                   |                   |                   |  |    |                   |                   |                   |  |
|  | 1A                | San Simón         | 2                 |           |    |                   |                   |                   |  |    |                   |                   |                   |  |
|  | 4B                | La Salle Olympic  | 1                 |           |    |                   |                   |                   |  |    |                   |                   |                   |  |
|  | 4B                | La Salle Olympic  | 1                 |           | 1A | San Simón         | 2                 |                   |  |    |                   |                   |                   |  |
|  |                   |                   |                   |           | 1A | San Simón         | 2                 |                   |  |    |                   |                   |                   |  |
|  |                   |                   | 3A                | La Salle  | 0  |                   |                   |                   |  |    |                   |                   |                   |  |
|  | 2B                | Amistad           | 3A                | La Salle  | 0  | 0                 |                   |                   |  |    |                   |                   |                   |  |
|  | 2B                | Amistad           |                   |           |    |                   |                   |                   |  |    |                   |                   |                   |  |
|  | 3A                | La Salle          | 2                 |           |    |                   |                   |                   |  |    |                   |                   |                   |  |
|  | 3A                | La Salle          | 2                 |           |    |                   |                   |                   |  | 1A | San Simón         | 3                 |                   |  |
|  |                   |                   |                   |           |    |                   |                   |                   |  | 1A | San Simón         | 3                 |                   |  |
|  |                   |                   | 2A                | Pichincha | 1  |                   |                   |                   |  |    |                   |                   |                   |  |
|  | 1B                | CAN               | 2A                | Pichincha | 1  | 2                 |                   |                   |  |    |                   |                   |                   |  |
|  | 1B                | CAN               |                   |           |    |                   |                   |                   |  |    |                   |                   |                   |  |
|  | 4A                | Universidad       | 1                 |           |    |                   |                   |                   |  |    |                   |                   |                   |  |
|  | 4A                | Universidad       | 1                 |           | 1B | CAN               | 1                 |                   |  |    |                   |                   |                   |  |
|  |                   |                   |                   |           | 1B | CAN               | 1                 |                   |  |    |                   |                   |                   |  |
|  |                   |                   | 2A                | Pichincha | 2  |                   |                   |                   |  |    |                   |                   |                   |  |
|  | 2A                | Pichincha         | 2A                | Pichincha | 2  | 2                 |                   |                   |  |    |                   |                   |                   |  |
|  | 2A                | Pichincha         |                   |           |    |                   |                   |                   |  |    |                   |                   |                   |  |
|  | 3B                | Vikingos          | 1                 |           |    |                   |                   |                   |  |    |                   |                   |                   |  |
|  | 3B                | Vikingos          | 1                 |           |    |                   |                   |                   |  |    |                   |                   |                   |  |
|  |                   |                   |                   |           |    |                   |                   |                   |  |    |                   |                   |                   |  |

- Nota: En cada llave, el equipo que figura en la parte superior de la llave cuenta con ventaja de campo.

## Cuartos de final
Pichincha vs Vikingos
| 15 de julio, 20:30 | Vikingos                              | 92–84   | Pichincha | Tarija                             |  |  |
|                    | Parciales: 21-15, 27-21, 19-27, 25-21 |         |           |                                    |  |  |
|                    |                                       | Reporte |           | Pabellón: Luis Parra Árbitros: * - |  |  |
| Serie: 1 - 0       |                                       |         |           |                                    |  |  |
|                    |                                       |         |           |                                    |  |  |

| 21 de julio, 20:30 | Pichincha                             | 83–70   | Vikingos | Potosí                                   |  |  |
|                    | Parciales: 20-19, 23-12, 22-20, 18-19 |         |          |                                          |  |  |
|                    |                                       | Reporte |          | Pabellón: Ciudad de Potosí Árbitros: * - |  |  |
| Serie: 1 - 1       |                                       |         |          |                                          |  |  |
|                    |                                       |         |          |                                          |  |  |

| 22 de julio, 20:30 | Pichincha                             | 94–76   | Vikingos | Potosí                                   |  |  |
|                    | Parciales: 21-14, 21-27, 18-16, 34-19 |         |          |                                          |  |  |
|                    |                                       | Reporte |          | Pabellón: Ciudad de Potosí Árbitros: * - |  |  |
| Serie: 2 - 1       |                                       |         |          |                                          |  |  |
|                    |                                       |         |          |                                          |  |  |

Amistad vs La Salle
| 16 de julio, 20:30 | La Salle                              | 99–64   | Amistad | Tarija                             |  |  |
|                    | Parciales: 19-12, 21-24, 29-14, 30-14 |         |         |                                    |  |  |
|                    |                                       | Reporte |         | Pabellón: Luis Parra Árbitros: * - |  |  |
| Serie: 1 - 0       |                                       |         |         |                                    |  |  |
|                    |                                       |         |         |                                    |  |  |

| 21 de julio, 20:30 | Amistad                               | 65–72   | La Salle | Sucre                                 |  |  |
|                    | Parciales: 14-16, 19-18, 14-23, 18-15 |         |          |                                       |  |  |
|                    |                                       | Reporte |          | Pabellón: Jorge Revilla Árbitros: * - |  |  |
| Serie: 0 - 2       |                                       |         |          |                                       |  |  |
|                    |                                       |         |          |                                       |  |  |

San Simón vs La Salle Olympic
| 16 de julio, 20:30 | La Salle Olympic                      | 110–102 | San Simón | Cochabamba                            |  |  |
|                    | Parciales: 29-29, 20-22, 25-24, 36-27 |         |           |                                       |  |  |
|                    |                                       | Reporte |           | Pabellón: Grover Suárez Árbitros: * - |  |  |
| Serie: 1 - 0       |                                       |         |           |                                       |  |  |
|                    |                                       |         |           |                                       |  |  |

| 21 de julio, 20:30 | San Simón                             | 90–83   | La Salle Olympic | Cochabamba                                                                           |  |  |
|                    | Parciales: 18-19, 23-16, 26-18, 23-30 |         |                  |                                                                                      |  |  |
|                    |                                       | Reporte |                  | Pabellón: Grover Suárez Árbitros: * Esrrael Condori * Vladimir Revollo * Daniel Vega |  |  |
| Serie: 1 - 1       |                                       |         |                  |                                                                                      |  |  |
|                    |                                       |         |                  |                                                                                      |  |  |

| 22 de julio, 20:30 | San Simón                             | 104–98  | La Salle Olympic | Cochabamba                            |  |  |
|                    | Parciales: 21-35, 26-21, 27-20, 30-22 |         |                  |                                       |  |  |
|                    |                                       | Reporte |                  | Pabellón: Grover Suárez Árbitros: * - |  |  |
| Serie: 2 - 1       |                                       |         |                  |                                       |  |  |
|                    |                                       |         |                  |                                       |  |  |

CAN vs Universidad
| 16 de julio, 20:30 | Universidad           | 90–73   | CAN | Santa Cruz                              |  |  |
|                    | Parciales: -, -, -, - |         |     |                                         |  |  |
|                    |                       | Reporte |     | Pabellón: Gilberto Pareja Árbitros: * - |  |  |
| Serie: 1 - 0       |                       |         |     |                                         |  |  |
|                    |                       |         |     |                                         |  |  |

| 21 de julio, 20:30 | CAN                                  | 82–64   | Universidad | Oruro                                                                         |  |  |
|                    | Parciales: 26-9, 20-16, 16-19, 20-20 |         |             |                                                                               |  |  |
|                    |                                      | Reporte |             | Pabellón: Coliseo CAN Árbitros: * Franklin García * José Guerra * José Rivero |  |  |
| Serie: 1 - 1       |                                      |         |             |                                                                               |  |  |
|                    |                                      |         |             |                                                                               |  |  |

| 22 de julio, 20:30 | CAN                                   | 88–81   | Universidad | Oruro                                                                         |  |  |
|                    | Parciales: 14-20, 33-15, 17-21, 24-25 |         |             |                                                                               |  |  |
|                    |                                       | Reporte |             | Pabellón: Coliseo CAN Árbitros: * Franklin García * José Guerra * José Rivero |  |  |
| Serie: 2 - 1       |                                       |         |             |                                                                               |  |  |
|                    |                                       |         |             |                                                                               |  |  |

## Semifinales
CAN vs Pichincha
| 26 de julio, 20:30 | Pichincha                             | 96–86   | CAN | Potosí                                   |  |  |
|                    | Parciales: 23-18, 22-19, 26-27, 25-22 |         |     |                                          |  |  |
|                    |                                       | Reporte |     | Pabellón: Ciudad de Potosí Árbitros: * - |  |  |
| Serie: 1 - 0       |                                       |         |     |                                          |  |  |
|                    |                                       |         |     |                                          |  |  |

| 29 de julio, 20:30 | CAN                                   | 98–86   | Pichincha | Oruro                                                                          |  |  |
|                    | Parciales: 24-21, 29-20, 15-20, 30-25 |         |           |                                                                                |  |  |
|                    |                                       | Reporte |           | Pabellón: Coliseo CAN Árbitros: * Mario Guerra * Pastor Cruz * Jhonny Zambrana |  |  |
| Serie: 1 - 1       |                                       |         |           |                                                                                |  |  |
|                    |                                       |         |           |                                                                                |  |  |

| 30 de julio, 20:30 | CAN                                                 | 76–79   | Pichincha | Oruro                                                                         |  |  |
|                    | Parciales: 13-13, 13-20, 13-13, 25-18 (T.E.: 12-15) |         |           |                                                                               |  |  |
|                    |                                                     | Reporte |           | Pabellón: Coliseo CAN Árbitros: * José Guerra * Franklin García * Daniel Vega |  |  |
| Serie: 1 - 2       |                                                     |         |           |                                                                               |  |  |
|                    |                                                     |         |           |                                                                               |  |  |

San Simón vs La Salle
| 26 de julio, 20:30 | La Salle                              | 73–75   | San Simón | Tarija                                          |  |  |
|                    | Parciales: 18-16, 18-12, 17-25, 20-22 |         |           |                                                 |  |  |
|                    |                                       | Reporte |           | Pabellón: Guadalquivir Básquetbol Árbitros: * - |  |  |
| Serie: 0 - 1       |                                       |         |           |                                                 |  |  |
|                    |                                       |         |           |                                                 |  |  |

| 29 de julio, 20:30 | San Simón                             | 94–82   | La Salle | Cochabamba                            |  |  |
|                    | Parciales: 22-19, 20-24, 19-17, 33-22 |         |          |                                       |  |  |
|                    |                                       | Reporte |          | Pabellón: Grover Suárez Árbitros: * - |  |  |
| Serie: 2 - 0       |                                       |         |          |                                       |  |  |
|                    |                                       |         |          |                                       |  |  |

## Finales
San Simón vs Pichincha
| 9 de agosto, 20:30 | Pichincha                             | 93–80   | San Simón | Potosí                                   |  |  |
|                    | Parciales: 26-20, 15-28, 15-17, 37-15 |         |           |                                          |  |  |
|                    |                                       | Reporte |           | Pabellón: Ciudad de Potosí Árbitros: * - |  |  |
| Serie: 1 - 0       |                                       |         |           |                                          |  |  |
|                    |                                       |         |           |                                          |  |  |

| 12 de agosto, 20:30 | San Simón                             | 94–68   | Pichincha | Cochabamba                            |  |  |
|                     | Parciales: 24-19, 21-18, 27-20, 22-11 |         |           |                                       |  |  |
|                     |                                       | Reporte |           | Pabellón: Grover Suárez Árbitros: * - |  |  |
| Serie: 1 - 1        |                                       |         |           |                                       |  |  |
|                     |                                       |         |           |                                       |  |  |

| 13 de agosto, 20:30 | San Simón                             | 93–91   | Pichincha | Cochabamba                            |  |  |
|                     | Parciales: 17-16, 27-21, 24-26, 25-28 |         |           |                                       |  |  |
|                     |                                       | Reporte |           | Pabellón: Grover Suárez Árbitros: * - |  |  |
| Serie: 2 - 1        |                                       |         |           |                                       |  |  |
|                     |                                       |         |           |                                       |  |  |

| 16 de agosto, 20:30 | Pichincha                             | 89–90   | San Simón | Potosí                                   |  |  |
|                     | Parciales: 14-17, 28-20, 21-34, 26-19 |         |           |                                          |  |  |
|                     |                                       | Reporte |           | Pabellón: Ciudad de Potosí Árbitros: * - |  |  |
| Serie: 1 - 3        |                                       |         |           |                                          |  |  |
|                     |                                       |         |           |                                          |  |  |

SAN SIMÓN CAMPEÓN DE LA LIBOBÁSQUET 2016
SEGUNDO TÍTULO

## Plantilla del equipo campeón
| Universidad Mayor de San Simón (Cochabamba) | Universidad Mayor de San Simón (Cochabamba) | Universidad Mayor de San Simón (Cochabamba) | Universidad Mayor de San Simón (Cochabamba) | Universidad Mayor de San Simón (Cochabamba) | Universidad Mayor de San Simón (Cochabamba) | Universidad Mayor de San Simón (Cochabamba) |
| Num                                         | Jugador                                     | Pos                                         | PJ                                          | Altura                                      | Ciudad Natal                                | Edad                                        |
| ------------------------------------------- | ------------------------------------------- | ------------------------------------------- | ------------------------------------------- | ------------------------------------------- | ------------------------------------------- | ------------------------------------------- |
| 0                                           | Alejandro Veizaga Vargas                    |                                             |                                             |                                             |                                             |                                             |
| 1                                           | Pedro Antonio Gutiérrez López               | B                                           |                                             | 1,76 m (5′ 9″)                              | Oruro                                       | 20 de octubre de 1996 (28 años)             |
| 6                                           | Carlos Castellón Arevalo                    |                                             |                                             |                                             |                                             |                                             |
| 7                                           | Cristhian Camargo Llanos                    | A                                           |                                             | 1,96 m (6′ 5″)                              | Cochabamba                                  | 14 de noviembre de 1993 (31 años)           |
| 10                                          | Michael Jhon Liabo                          | AP                                          |                                             | 2,00 m (6′ 7″)                              | Naples, FL                                  | 30 de abril de 1991 (33 años)               |
| 11                                          | Axel Veizaga Vargas                         | A                                           |                                             | 1,82 m (6′ 0″)                              | Cochabamba                                  | 28 de junio de 1996 (28 años)               |
| 13                                          | Diego Olguin Pol                            | A                                           |                                             | 1,87 m (6′ 2″)                              | Cochabamba                                  | 26 de abril de 1995 (29 años)               |
| 14                                          | Diego Daniel Soto Arce                      | P                                           |                                             |                                             | Cochabamba                                  | 14 de agosto de 1986 (38 años)              |
| 17                                          | Ricardo Covarrubias Rivera                  | A                                           |                                             | 1,91 m (6′ 3″)                              | Cochabamba                                  | 17 de diciembre de 1995 (29 años)           |
| 18                                          | Ricardo Santos Gaspar                       | A                                           |                                             | 2,02 m (6′ 8″)                              |                                             | 2 de noviembre de 1984 (40 años)            |
| 24                                          | Ariel Callau Alvarado                       | B                                           |                                             | 1,80 m (5′ 11″)                             | Cochabamba                                  | 19 de septiembre de 1992 (32 años)          |
| 25                                          | Jonathan Deanel Cathey Macklin              | AP                                          |                                             | 2,06 m (6′ 9″)                              | Milwaukee, WI                               | 25 de marzo de 1991 (34 años)               |
| 31                                          | Albert Abraham Flores Bascope               | AP                                          |                                             | 1,91 m (6′ 3″)                              | Oruro                                       | 25 de septiembre de 1991 (33 años)          |
| 33                                          | José Ignacio Zorrilla Prudencio             |                                             |                                             |                                             | Cochabamba                                  |                                             |
| 70                                          | Dunay Óscar Zurita Vargas                   | B                                           |                                             | 1,79 m (5′ 10″)                             | Cochabamba                                  | 26 de julio de 1997 (27 años)               |
| Entrenador: Sandro Alberto Patiño Sánchez   |                                             |                                             |                                             |                                             |                                             |                                             |

- Datos de la página oficial de FIBA y la Federación Boliviana de Básquetbol.

## Tabla del Descenso
Para la tabla del descenso solamente se contaron los puntos del segundo campeonato puesto que hubo el incremento de 10 a 12 clubes respecto al primer torneo.
| Equipo                        | PJ | PG | PP | CF   | CC   | DIF  | Prom Pts | Prom Cestos |
| ----------------------------- | -- | -- | -- | ---- | ---- | ---- | -------- | ----------- |
| San Simón (Cochabamba)        | 12 | 10 | 2  | 1095 | 987  | +108 | 1.83     | 1.109       |
| CAN (Oruro)                   | 12 | 9  | 3  | 1044 | 953  | +91  | 1.75     | 1.095       |
| Pichincha (Potosí)            | 12 | 8  | 4  | 1097 | 1034 | +63  | 1.66     | 1.061       |
| Amistad (Sucre)               | 12 | 8  | 4  | 1021 | 1012 | +9   | 1.66     | 1.009       |
| La Salle (Tarija)             | 12 | 7  | 5  | 1043 | 946  | +97  | 1.58     | 1.102       |
| Vikingos (Tarija)             | 12 | 7  | 5  | 1089 | 1034 | +55  | 1.58     | 1.053       |
| Universidad (Santa Cruz)      | 12 | 7  | 5  | 864  | 859  | +5   | 1.58     | 1.006       |
| La Salle Olympic (Cochabamba) | 12 | 6  | 6  | 1088 | 1002 | +86  | 1.50     | 1.086       |
| Peñarol (Quillacollo)         | 12 | 4  | 8  | 984  | 1063 | -79  | 1.33     | 0.926       |
| And-1 (La Paz)                | 12 | 4  | 8  | 1009 | 1123 | -114 | 1.33     | 0.898       |
| Calero (Potosí)               | 12 | 1  | 11 | 970  | 1141 | -171 | 1.08     | 0.873       |
| Bolmar (La Paz)               | 12 | 1  | 11 | 969  | 1128 | -159 | 1.08     | 0.859       |

|  | |
|  | Bolmar de La Paz debía disputar el trianguar del ascenso/descenso indirecto pero abandonó la Libobasquet por factor económico         |
|  | Disputó el triangular indirecto contra el campeón y subcampeón de la LSBB 2017 que fueron Carl A-Z de Oruro y Universitario de Sucre. |